# Nairi: Tower of Shirin
NAIRI: Tower of Shirin ist ein Point-and-Click-Adventure und Visual Novel, entwickelt vom niederländischen Indie-Spielentwickler HomeBearStudio und von veröffentlicht von Another Indie und Hound Picked Games. Das Spiel wurde am 29. November 2018 für Windows und Nintendo Switch veröffentlicht.

## Spielmechanik
Der Spieler übernimmt die Rolle der Protagonistin Nairi. Die Handlung wird zwar in erster Linie im Visual-Novel-Format erzählt, jedoch muss der Spieler durch verschiedene Orte navigieren, Rätsel lösen und Objekte kombinieren, um voranzukommen. An bestimmten Stellen kann der Spieler mit anderen Charakteren kommunizieren und weitere Hintergrundinformationen über die Welt und die Handlung erhalten. Der Spieler kann in fast jeder Szene versteckte Münzen finden; diese können verwendet werden, um Konzeptgrafiken des Spiels freizuschalten.

## Handlung
Nairi ist ein menschliches Mädchen, das im reichen Bezirk von Shirin lebt. Als ihr Tutor, ein sprechender Waschbär, ihr sagt, dass sie das Haus verlassen muss und nie zurückkehren darf, flieht sie und wird schließlich aus dem Bezirk geschmuggelt. Später untersucht sie die unteren Bezirke von Shirin und den Turm, von denen ein Freund, Rex, erfahren hat. Bald entdeckt Nairi eine uralte magische Welt und dass sie eine größere Rolle spielt, als sie erwartet hatte.

## Entwicklung
Das Spiel wurde von 278 Unterstützer durch eine Kickstarter-Kampagne im Oktober 2016 finanziert. Ziel der Kampagne war es, insgesamt 7.500 € zu sammeln; dieses Ziel wurde mit insgesamt 8.253 € übertroffen. Das Spiel wurde von Josh van Kuilenburg geschrieben, gestaltet und programmiert, während die Grafiken, Animationen und die japanische Lokalisierung von You Miichi übernommen wurde. Antonio Garcia war verantwortlich für die Bearbeitung der Dialoge sowie für die spanische Lokalisierung. Außerdem wurde das Spiel ins Deutsche, Französische, Italienische und Chinesische übersetzt. Der Grafikstil wurde von Studio Ghibli sowie Disney und Pixar inspiriert.

## Rezeption
Das Spiel erhielt insgesamt positive Bewertungen, wobei die Rezensenten die Geschichte, die Kunst und die herausfordernden Rätsel lobten, aber die verwirrende Navigation, einige Fehler und den Mangel an Sprachausgabe kritisierten.
A Kay Purcell von GAMING TREND gab eine „Great“-Bewertung mit 80 von 100 Punkten und sagte: „Nairi: Tower of Shirin ist ein witziges, niedliches und schrulliges Point-and-Click-Abenteuer. Albern und leicht morbide glänzt Nairi mit einzigartigen Charakteren, handgezeichneter Grafik und anspruchsvollen, aber fairen Rätseln. Es wird durch die verwirrende Navigation, ein paar Fehler und mangelnder Möglichkeit, den Fortschritt zu speichern, etwas gebremst, aber dieses charmante kleine Juwel ist ein Muss für Fans des Genres.“
John Friscia von Nintendo Enthusiast vergab 7,5 von 10 Punkten und sagte: „NAIRI: Tower of Shirin ist ein wunderschönes und unterhaltsames Puzzleabenteuer mit charmanten Charakteren. Ich als Rätselneuling habe 8-10 Stunden benötigt, aber das mag bei anderen variieren.“
Ben Bayliss von DualShockers gab 7,5 von 10 Punkten und sagte: „Meine Zeit mit Nairi: Tower of Shirin war sowohl ein echter Härtetest fürs Gehirn mit schweren Rätseln als auch ein charmanter Rückzugsort, in dem ich mich in einer Geschichte verlor, die mich gefesselt hat. Der Grafikstil hält den Titel optisch ansprechend und Wendungen machten ihn interessant. Die Steuerung ist auf der Switch fantastisch und sollte idealerweise Ihre bevorzugte Plattform für diesen Titel sein.“
JPGames nannte das Spiel „eine kleine Oase für Rätselkatzen“ und lobte die deutsche Übersetzung: „Der größte Teil wurde gut übersetzt, allerdings sind uns kleinere Fehler aufgefallen, […] dennoch ist die Übersetzung so gut, dass die Schlagwörter immer als Hinweise für die Rätsel passen.“